# Sekwencja aminokwasów

Schemat I, II, III i IV-rzędowej struktury białek

Sekwencja aminokwasów, struktura pierwszorzędowa białka, struktura pierwotna białka – liniowy układ aminokwasów w łańcuchu polipeptydowym, połączonych wiązaniami peptydowymi między grupą α-karboksylową jednego aminokwasu a α-aminową aminokwasu kolejnego. Jest zgodny z kodem genetycznym (zob. biosynteza białka). Jest to pierwszy poziom organizacji strukturalnej białek (struktura hierarchiczna). Nadaje ona pośrednio kształt kolejnych struktur (II, III, IV-rzędowej) białka za pomocą łańcuchów bocznych aminokwasów białkowych o specyficznych właściwościach fizycznych i chemicznych.
Pierwszymi białkami, których skład i sekwencję aminokwasów poznano, były insulina (51 aminokwasów) i rybonukleaza (124 aminokwasy).
Dla przykładu, pierwszorzędowa struktura ubikwityny składa się z 76 aminokwasów:
MQIFVKTLTGKTITLEVEPSDTIENVKAKIQDKEGIPPDQQRLIFAGKQLEDGRTLSDYNIQKESTLHLVLRLRGG

## Właściwości wiązania peptydowego występującego w strukturze pierwszorzędowej białka
- krótsze, planarne i sztywne – pod tym względem wiązanie peptydowe ma częściowo charakter wiązania podwójnego, co uniemożliwia rotację wokół tego wiązania
- praktycznie zawsze wykazuje konfigurację trans
- jest polarne wystarczająco, by angażować się w tworzenie wiązań wodorowych
- nie jest zjonizowane w pH z zakresu 2–12[1]